# Gastro projekt
Gastro projekt, neboli projekt technologie kuchyně (profesionální), také se používá výraz projekt technologického vybavení/zařízení kuchyně je projekt který řeší optimální dispozici a technologické zařízení výrobní části gastronomické provozovny.

## Zpracování projektu
Zpracovává jej autorizovaný projektant většinou jako dílčí část projektové dokumentace. Gastroprojekt je nezbytný v případě zpracování projektové dokumentace podávané ke stavebnímu povolení pro všechny typy gastronomických provozoven (restaurace, hotely, pizzerie, školní a závodní jídelny, nemocniční kuchyně, bistra, bary, kavárny apod.). Projektovou dokumentaci pro stavební povolení je oprávněn vypracovat pouze autorizovaný inženýr nebo autorizovaný architekt registrovaný buď v ČKA (České komoře architektů) nebo v ČKAIT (České komoře autorizovaných inženýrů a techniků). (§ 159 stavebního zákona)
Projektoová dokumentace technologie gastronomického provozu musí obsahovat:
1. dispoziční řešení celé provozovny se zakreslenými technologiemi gastroprovozu
2. technickou zprávu dělenou na část a) popis výrobního provozu a část b) stavebně technolgické požadavky (požadavky na ostatní profese jako např.: vzduchotechnika, zdravotní technika, elektrika...)
3. výkaz výměr / soupis strojů a zařízení

## Norma
Gastroprojekt musí splňovat požadavky vyplývající ze současně platné legislativy (jedná se zejména o Vyhl. č. 137/2004 Sb. a Nařízení Evropského parlamentu a Rady (ES) č. 852/2004) .
Autorizovaný gastroprojekt posuzuje a schvaluje místně příslušná hygienická stanice ve stavebním řízení a jeho dodržení pak fyzicky kontroluje při kolaudaci.
Při projektování jakéhokoliv gastronomického provozu je vhodné zpracovat projekt technologie gastroprovozu již v úrovni studie, nebo dokumentace k územnímu rozhodnutí (z důvodu správného určení potřebných ploch pro výrobu a zázemí, odhadu potřebných energií atd.).